# Hyles viverina
Hyles viverina är en fjärilsart som beskrevs av Dso. 1908. Hyles viverina ingår i släktet Hyles och familjen svärmare. Inga underarter finns listade i Catalogue of Life.